# Bajnokok (film, 2023)
A Bajnokok (eredeti cím: Champions) 2023-as amerikai sportvígjáték-filmdráma, amelyet Mark Rizzo forgatókönyvéből Bobby Farrelly rendezett, önálló rendezői debütálásaként. A 2018-as, azonos című spanyol film angol nyelvű remake-je. A főbb szerepekben Woody Harrelson, Kaitlin Olson, Ernie Hudson és Cheech Marin látható.
Az Amerikai Egyesült Államokban 2023. március 10-én mutatta be a Focus Features. Általánosságban vegyes véleményeket kapott a kritikusoktól, és több mint 18 millió dolláros bevételt hozott világszerte.

## Cselekmény
Egy temperamentumos kosárlabdaedzőnek, Marcus Marakovichnak letartóztatása után közösségi munkaként egy értelmi fogyatékkal élő játékosokból álló csapatot kell edzenie.

## Szereplők
| Színész         | Szerep                 | Magyar hang[forrás?] |
| --------------- | ---------------------- | -------------------- |
| Woody Harrelson | Marcus Marakovich edző | Stohl András         |
| Kaitlin Olson   | Alex                   | Zsigmond Tamara      |
| Matt Cook       | Sonny                  | Seszták Szabolcs     |
| Ernie Hudson    | Phil Perretti          | Jakab Csaba          |
| Cheech Marin    | Julio                  | Várkonyi András      |
| Mike Smith      | McGurk ügyvéd          |                      |
| Scott Van Pelt  | önmaga                 |                      |
| Jalen Rose      | önmaga                 |                      |

A csapat
- Madison Tevlin – Cosentino[1]
- Joshua Felder – Darius[1] (magyar hangja Penke Bence)
- Kevin Iannucci – Johnny[1] (magyar hangja Hamvas Dániel)
- Ashton Gunning – Cody[1]
- Matthew Von Der Ahe – Craig[1]
- Tom Sinclair – Blair[1]
- James Day Keith – Benny[1]
- Alex Hintz – Arthur[1]
- Casey Metcalfe – Marlon[1]
- Bradley Edens – Showtime[1]

## A film készítése
A forgatás a kanadai Winnipegben zajlott, 2021 novembere és decembere között. A szereplőket a St. Amant nonprofit szervezeten keresztül válogatták be, amely Manitoba tartomány fejlődési rendellenességekkel és autizmussal élő személyeivel foglalkozik.

## Bemutató
A Bajnokok eredetileg 2023. március 24-én került volna a mozikba az Egyesült Államokban a Focus Features forgalmazásában, a Lionsgate John Wick: 4. felvonás című alkotásával egy időben. 2023 januárjában a megjelenési dátumot áthelyezték 2023. március 10-re. A film vörös szőnyeges premierjét 2023. február 27-én tartották a New York-i AMC Lincoln Square Theatre-ben.
A film március 28-án jelent meg digitálisan, majd május 2-án Blu-ray és DVD kiadásban.

## Fordítás
- Ez a szócikk részben vagy egészben  a   Champions (2023 film) című angol Wikipédia-szócikk ezen változatának fordításán alapul.  Az eredeti cikk szerkesztőit annak laptörténete sorolja fel. Ez a jelzés csupán a megfogalmazás eredetét és a szerzői jogokat jelzi, nem szolgál a cikkben szereplő információk forrásmegjelöléseként.